# فريج الجيزاني
فريج ثامر الجيزاني لاعب كرة قدم سعودي ، يلعب في نادي أحد.

## مسيرة اللاعب
لعب في نادي الوطني ونادي أحد.